# Patterson Lake Provincial Park
Der Patterson Lake Provincial Park (auch Patterson Lake Park) ist ein etwa 1595 Hektar (ha) großer Provincial Park im südwestlichen Zentrum der kanadischen Provinz British Columbia, etwa 175 Kilometer westlich der Gemeinde von Williams Lake.

## Anlage
Der Park liegt im Cariboo Regional District, südlich des Highway 20, im Bereich des Interior Plateau im British Columbia Interior. Der Park erstreckt sich von Nordwest nach Südost und umschließt den namensgebenden Patterson Lake. Nordöstlich des Parks und des Highways liegt der Tatla Lake. 
Bei dem Park handelt es sich um ein Schutzgebiet der Kategorie II (Nationalpark).
Der Park verfügt über keine nennenswert touristische Infrastruktur.

## Geschichte
Das Schutzgebiet ist einer der neueren Parks in der Provinz und wurde am 14. März 2013, zusammen mit einer ganzen Gruppe von insgesamt 18 Schutzgebieten, mit dem Protected Areas of British Columbia Amendment Act eingerichtet.
Wie jedoch bei fast allen Provinzparks in British Columbia gilt auch für diesen, dass die Gegend, lange bevor sie von europäischen Einwanderern besiedelt oder sie Teil eines Parks wurde, Jagd- und Siedlungsgebiet verschiedener Gruppen der First Nations, hier hauptsächlich vom Stamm der Tsilhqot'in, war.

## Benachbarte Parks
Benachbarte Provinzparks und über den Highway 20 zu erreichende Parks sind in Richtung Osten der Bull Canyon Provincial Park und in Richtung Westen der Tweedsmuir Provincial Park. Außerdem liegt in südsüdöstlicher Richtung der Ts’ilʔos Provincial Park.